# 別熱茨克
57°47′N 36°42′E / 57.783°N 36.700°E
別熱茨克（俄语：Бе́жецк）是俄羅斯特維爾州東部的一個城市，位於莫洛加河畔，距特維爾東北130公里。2002年人口28,643人。
別熱茨克於1137年首見於文獻，1775年建市。